# Eparchia gornoałtajska
Eparchia gornoałtajska – jedna z eparchii Rosyjskiego Kościoła Prawosławnego, z siedzibą w Gornoałtajsku.
Erygowana 2 października 2013 postanowieniem Świętego Synodu Rosyjskiego Kościoła Prawosławnego, poprzez wydzielenie z eparchii barnaułskiej parafii znajdujących się na terenie Republiki Ałtaju.

## Biskupi gornoałtajscy
- Kalistrat (Romanienko), 2013-2024[1]
- Makary (Juszczenko), od 2024[2]